# Îlot de Gorgulho
L'îlot de Gorgulho (en portugais : Ilhéus do Gorgulho) est un îlot situé dans la freguesia de São Martinho, dont la municipalité est Funchal, à Madère, au Portugal. Il se situe à 130 mètres de l'île principal de Madère.